# Stevie Wonder's Greatest Hits, Vol. 2
Stevie Wonder's Greatest Hits, Vol. 2 es el segundo álbum de grandes éxitos del músico estadounidense Stevie Wonder. Fue publicado el 21 de octubre de 1971 por Tamla Records.

## Recepción de la crítica
William Ruhlmann, escribiendo para AllMusic, le dio una calificación de 3 estrellas sobre 5 y comentó: “La segunda colección de éxitos de Stevie Wonder, que reúne sus sencillos de 1968 a 1971, rastrea su desarrollo hasta convertirse en un talento virtuoso [...], demuestra una sensibilidad pop asombrosamente amplia que le permite manejar el soul, el pop/rock y las baladas, todo con la misma facilidad. Y, por supuesto, lo notable es que este conjunto estaba obsoleto el día que salió”.

## Lista de canciones
| Lado uno |                                       |                                                        |          |  |
| N.º      | Título                                | Escritor(es)                                           | Duración |  |
| 1.       | «Shoo-Be-Doo-Be-Doo-Da-Day»           | Stevie Wonder, Sylvia Moy, Henry Cosby                 | 2:47     |  |
| 2.       | «Signed, Sealed, Delivered I'm Yours» | Wonder, Lee Garrett, Syreeta Wright, Lula Mae Hardaway | 2:41     |  |
| 3.       | «If You Really Love Me»               | Wonder, Wright                                         | 3:01     |  |
| 4.       | «For Once in My Life»                 | Ron Miller, Orlando Murden                             | 2:50     |  |
| 5.       | «We Can Work It Out»                  | John Lennon, Paul McCartney                            | 3:18     |  |
| 6.       | «You Met Your Match»                  | Wonder, Hardaway, Don Hunter                           | 2:39     |  |

| Lado dos |                                       |                     |          |  |
| N.º      | Título                                | Escritor(es)        | Duración |  |
| 1.       | «Never Had a Dream Come True»         | Wonder, Cosby, Moy  | 3:14     |  |
| 2.       | «Yester-Me, Yester-You, Yesterday»    | Miller, Bryan Wells | 3:04     |  |
| 3.       | «My Cherie Amour»                     | Wonder, Cosby, Moy  | 2:54     |  |
| 4.       | «Never Dreamed You'd Leave in Summer» | Wonder, Wright      | 2:56     |  |
| 5.       | «Travlin' Man»                        | Miller, Wells       | 2:53     |  |
| 6.       | «Heaven Help Us All»                  | Miller              | 3:12     |  |

## Posicionamiento
| Gráfica (1971–72)                                 | Pico de posición |
| ------------------------------------------------- | ---------------- |
| Reino Unido (UK Albums Chart)                     | 30               |
| Estados Unidos (Billboard 200)                    | 69               |
| Estados Unidos (Billboard Top R&B/Hip-Hop Albums) | 10               |